# Mitteldorfer Bach
Der Mitteldorfer Bach, auch Mitteldorferbach,  ist ein Bach in der Gemeinde Virgen (Bezirk Lienz). Er mündet südöstlich von Mitteldorf in die Isel.

## Verlauf
Der Mitteldorfer Bach entspringt südlich der Bretterwand im Osten des Frosnitzkamms bzw. östlich der Lahntaler Alm in mehreren Quellarmen. Der Mitteldorfer Bach fließt in der Folge nach Süden, wo er in einer Höhe von 1250 m ü. A. linksseitig einen Bach aufnimmt, der südöstlich des Planissbichl bzw. südlich des Hintereggkogels entspringt. Das Einzugsgebiet dieses Nebenflusses ist dabei vom Mitteldorfer Bach durch den Kammverlauf der Mitteregge getrennt. Nach dieser Einmündung fließt der Mitteldorfer Bach weiter nach Süden, wo er zunächst der Virger Ortsteil Bach passiert und danach durch den Ortskern von Mitteldorf fließt. Südöstlich von Mitteldorf mündet der Mitteldorfer Bach schließlich linksseitig in die Isel.

## Geologie
Die vom Mitteldorfer Bach durchflossenen Abhänge sind von mit Hangschutt vermengte Moränenablagerungen geprägt. An den Hängen beiderseits des Ausgangs des Mitteldorfer Bachs streichen morphologisch auffällige  Lockergesteinswälle parallel zum Tal, wobei es sich hier um Seitenmoränen ehemaliger Gletscher aus dem Mitteldorfer Tal oder um erosiv aus der mächtigen Lockergesteinsbedeckung der Talflanken herauspräparierte Wälle handelt. Ein Schwemmschuttfächer wie an flussaufwärts liegenden Nebenbächen der Isel fehlt beim Mitteldorfer Bach, vielmehr schneidet sich die Isel im Mündungsbereich des Mitteldorfer Bachs in die eine Festgesteinszone (Matreier Zone) ein.